# Bartholomäus Herder
Bartholomäus Herder (Rottweil, 22 agosto 1774 – Friburgo, 11 marzo 1839) è stato un editore tedesco.
Nel 1801 fondò a Meersburg la Verlag Herder, casa editrice di cui spostò nel 1808 la sede a Friburgo. Successivamente fondò un istituto d'arte che portava il suo nome, che vide tra i discepoli i fratelli Franz Xavier e Hermann Winterhalter.